# Krištof 05
Krištof 05 (také Krištof 5) je volací znak a všeobecně rozšířené označení vrtulníku a základny letecké záchranné služby v Nitranském kraji na Slovensku. Letecká záchranná služba byla v Nitře poprvé do provozu uvedena 1. února 2006. Od uvedení stanice do provozu v roce 2006 je provozovatelem společnost Air - Transport Europe, která pro leteckou záchrannou službu používá moderní dvoumotorové vrtulníky Agusta A109K2. Provoz stanice je nepřetržitý.
Od října 1990 existovala stanice letecké záchranné služby v Nitranském kraji v Nových Zámcích. Volacím znakem stanice byl Krištof 10, provozovatelem byl státní podnik Slov-Air. Provoz letecké záchranné služby na této stanici byl ukončen v roce 1995.